# Corey Foster
Corey Foster est un ancien joueur canadien professionnel de hockey sur glace qui évoluait au poste de défenseur.

## Carrière
Bien que choisi par les Devils du New Jersey à la 12e position du 1er tour du repêchage de la LNH 1988, Foster ne fit pas une grande carrière dans la LNH où il ne joua que 45 match.

## Statistiques
Pour les significations des abréviations, voir Statistiques du hockey sur glace.
| Saison     | Équipe                              | Ligue      |    | Saison régulière | Saison régulière | Saison régulière | Saison régulière | Saison régulière |    | Séries éliminatoires | Séries éliminatoires | Séries éliminatoires | Séries éliminatoires | Séries éliminatoires |
| Saison     | Équipe                              | Ligue      | PJ | B                | A                | Pts              | Pun              | PJ               | B  | A                    | Pts                  | Pun                  |                      |                      |
| 1986-1987  | Petes de Peterborough               | LHO        | 30 | 3                | 4                | 7                | 4                | 1                | 0  | 0                    | 0                    | 0                    |                      |                      |
| 1987-1988  | Petes de Peterborough               | OHL        | 66 | 13               | 31               | 44               | 58               | 11               | 5  | 9                    | 14                   | 13                   |                      |                      |
| 1988-1989  | Devils du New Jersey                | LNH        | 2  | 0                | 0                | 0                | 0                | --               | -- | --                   | --                   | --                   |                      |                      |
| 1988-1989  | Petes de Peterborough               | OHL        | 55 | 14               | 42               | 56               | 42               | 17               | 1  | 17                   | 18                   | 12                   |                      |                      |
| 1989-1990  | Oilers du Cap-Breton                | LAH        | 54 | 7                | 17               | 24               | 32               | 1                | 0  | 0                    | 0                    | 0                    |                      |                      |
| 1990-1991  | Oilers du Cap-Breton                | LAH        | 67 | 14               | 11               | 25               | 51               | 4                | 2  | 4                    | 6                    | 4                    |                      |                      |
| 1991-1992  | Bears de Hershey                    | LAH        | 19 | 5                | 9                | 14               | 26               | 6                | 1  | 1                    | 2                    | 5                    |                      |                      |
| 1991-1992  | Flyers de Philadelphie              | LNH        | 25 | 3                | 4                | 7                | 20               | --               | -- | --                   | --                   | --                   |                      |                      |
| 1992-1993  | Bears de Hershey                    | LAH        | 80 | 9                | 25               | 34               | 102              | --               | -- | --                   | --                   | --                   |                      |                      |
| 1993-1994  | Bears de Hershey                    | LAH        | 66 | 21               | 37               | 58               | 96               | 9                | 2  | 5                    | 7                    | 10                   |                      |                      |
| 1994-1995  | Senators de l'Île-du-Prince-Édouard | LAH        | 78 | 13               | 34               | 47               | 61               | 11               | 2  | 5                    | 7                    | 12                   |                      |                      |
| 1995-1996  | Penguins de Pittsburgh              | LNH        | 11 | 2                | 2                | 4                | 2                | 3                | 0  | 0                    | 0                    | 4                    |                      |                      |
| 1995-1996  | Lumberjacks de Cleveland            | LIH        | 61 | 10               | 36               | 46               | 93               | --               | -- | --                   | --                   | --                   |                      |                      |
| 1996-1997  | Islanders de New York               | LNH        | 7  | 0                | 0                | 0                | 2                | --               | -- | --                   | --                   | --                   |                      |                      |
| 1996-1997  | Lumberjacks de Cleveland            | LIH        | 51 | 5                | 29               | 34               | 71               | 14               | 0  | 9                    | 9                    | 22                   |                      |                      |
| 1997-1998  | Kokudo                              | Japon      | 37 | 18               | 13               | 31               | 0                |                  |    |                      |                      |                      |                      |                      |
| 1998-1999  | Kokudo                              | Japon      | 36 | 6                | 21               | 36               | 0                |                  |    |                      |                      |                      |                      |                      |
| 1999-2000  | Kokudo                              | Japon      | 28 | 11               | 15               | 26               | 0                |                  |    |                      |                      |                      |                      |                      |
| 2000-2001  | Kokudo                              | Japon      | 16 | 4                | 8                | 12               | 0                |                  |    |                      |                      |                      |                      |                      |
| 2001-2002  | Eisbären Berlin                     | DEL        | 35 | 1                | 3                | 4                | 42               | --               | -- | --                   | --                   | --                   |                      |                      |
| 2002-2003  | Falcons de Springfield              | LAH        | 54 | 8                | 26               | 34               | 48               | 6                | 2  | 3                    | 5                    | 8                    |                      |                      |
| 2003-2004  | Mission de Saint-Jean               | LHSMQ      | 28 | 0                | 14               | 14               | 10               | --               | -- | --                   | --                   | --                   |                      |                      |
| 2004-2005  | Jackals d'Elmira                    | UHL        | 41 | 6                | 16               | 22               | 28               | --               | -- | --                   | --                   | --                   |                      |                      |
| Totaux LNH | Totaux LNH                          | Totaux LNH | 45 | 5                | 6                | 11               | 24               | 3                | 0  | 0                    | 0                    | 4                    |                      |                      |